# Viktoria Fersh
Viktoria Fersh (en russe : Виктория Ферш), née en 1978 en République socialiste soviétique d'Estonie, est une chanteuse russe de genres pop et rock.

## Biographie
En 1993, Viktoria Fersh quitte Tallinn pour l'Allemagne. Chantant depuis l'âge de cinq ans, elle publie sa musique depuis 2001. Elle élabore ses textes et sa musique avec son manager, et les arrangements sont créés dans son studio, à Dortmund.
Elle se produit principalement dans les discothèques russes en Allemagne. Lors de ses concerts elle est généralement accompagnée de deux danseuses. Début 2005, elle se produit à Saint-Pétersbourg. Cela provoque une hausse de sa popularité en Russie et la diffusion de ses titres sur les radios du pays. 
En Allemagne, elle s'est fait connaître grâce à sa participation au titre Moskau du groupe de Neue Deutsche Härte Rammstein, paru sur leur album Reise, Reise en 2004. Une rumeur non fondée affirmait que la chanson avait été enregistrée avec le groupe t.A.T.u..
Fin 2012, elle est en tournée en Allemagne.

## Discographie
- 2002 : Vecherinka[2]
- 2010 : So Ljdom (Eisig)